# 1499 Pori
1499 Pori è un asteroide della fascia principale. Scoperto nel 1938, presenta un'orbita caratterizzata da un semiasse maggiore pari a 2,6695736 au e da un'eccentricità di 0,1869694, inclinata di 12,17686° rispetto all'eclittica.
L'asteroide è dedicato all'omonima città finlandese.